# Pteromanes martiusii
Pteromanes martiusii là một loài thực vật có mạch trong họ Hymenophyllaceae. Loài này được (C. Presl) Pic. Serm. miêu tả khoa học đầu tiên năm 1977.